# Calicnemia pyrrhosoma
Calicnemia pyrrhosoma är en trollsländeart som beskrevs av Maurits Anne Lieftinck 1984. Calicnemia pyrrhosoma ingår i släktet Calicnemia och familjen flodflicksländor. Inga underarter finns listade i Catalogue of Life.